# 시부카와촌
시부카와촌(渋川村)은 후쿠시마현 아다치군에 있던 촌이다. 현재의 니혼마쓰시 북서부에 해당한다.

## 역사
- 1889년 4월 1일 - 정촌제 시행에 의해 3촌의 구역으로 성립하였다.
- 1955년 1월 1일 - 유이촌, 가미카와사키촌과 합병해 아다치촌이 성립하여, 동일 시부카와촌이 폐지되었다.

## 교통

### 철도노선
현재는 일본국유철도 도호쿠 본선이 마을 지역을 통과했지만 역은 위치하지 않았다. 또한 현재는 도호쿠 신칸센이 옛 마을 지역을 통과하지만, 당시에는 미개통이었다.

### 도로
현재는 도호쿠 자동차도가 구 마을 지역을 통과하지만, 당시에는 미개통 상태였다.

## 참고문헌
- 角川日本地名大辞典 7 福島県